# Rood (tentoonstelling)
Rood was een grote thematische tentoonstelling die van 5 november 2010 tot 8 mei 2011 op de vloer stond van de centrale lichthal in het Tropenmuseum in Amsterdam.
De tentoonstelling beoogde een brede impressie te geven van de symboliek die de mens vrijwel universeel toekent aan de kleur rood. Rood wordt geassocieerd met bloed, met gevaar, met kracht en macht. Al de betekenisnuances van rood, maar ook emoties die door deze kleur worden opgeroepen, werden op de expositie verbeeld door film, geluid maar vooral door een grote variëteit aan objecten die de zes hoofdthema's van de expositie illustreerden: Leven en Eeuwigheid, Kracht en Macht, Onderscheid en Identiteit, Goden en Demonen, Liefde of Erotiek, en Kleur en Effect.
Het concept van de tentoonstelling was overgenomen van de succesvolle expositie Rot in het Museum der Kulturen in Bazel een jaar daarvoor. In enigszins gewijzigde vorm werd hij in Amsterdam getoond, met veel objecten uit eigen collectie en met bruiklenen uit binnen- en buitenlandse musea. Rood is een tentoonstelling in een vernieuwende thematische reeks, die het einde betekent van de traditionele etnografische exposities die zo kenmerkend waren voor de Nederlandse volkenkundige musea. De globalisering heeft in het Tropenmuseum tot heroverweging van de inhoud van de jaarlijkse grote tentoonstellingen geleid. Westerse en niet-westerse objecten worden naast elkaar in een zinvolle context geplaatst, alsmede een aantal werken van niet-westerse kunstenaars. "Beleving' wordt in de reeks nieuwe tentoonstellingen even belangrijk als informatie. Dit wordt bewerkstelligd door het gebruik van de zogenaamde 'nieuwe media'.
Bij de tentoonstelling verscheen geen catalogus maar een glossy magazine, Rood, dat evenals de tentoonstelling zelf in zes delen was verdeeld. Een aantal auteurs, fotografen, kunstenaars en modeontwerpers was uitgenodigd om hierin hun visies, impressies of associaties te geven bij de kleur of het begrip 'rood'. Medewerkers waren onder anderen Stine Jensen, Hafid Bouazza, Mineke Schipper, Bettine Vriesekoop en de Amerikaanse antropoloog Ted Polhemus.

## Publicatie
- Koos van Brakel & Hans van de Bunte (red.), Rood Magazine. Amsterdam: Tropenmuseum, 2010  ISBN 9789460221156